# Cadillac Fleetwood Brougham
Cadillac Fleetwood Brougham — розкішний автомобіль, вироблений компанією Cadillac з 1977 по 1986 рік. У 1986 році назва Fleetwood Brougham скоротилася до простого Brougham, а виробництво тривало до 1992 року з незначними оновленнями.

## Опис

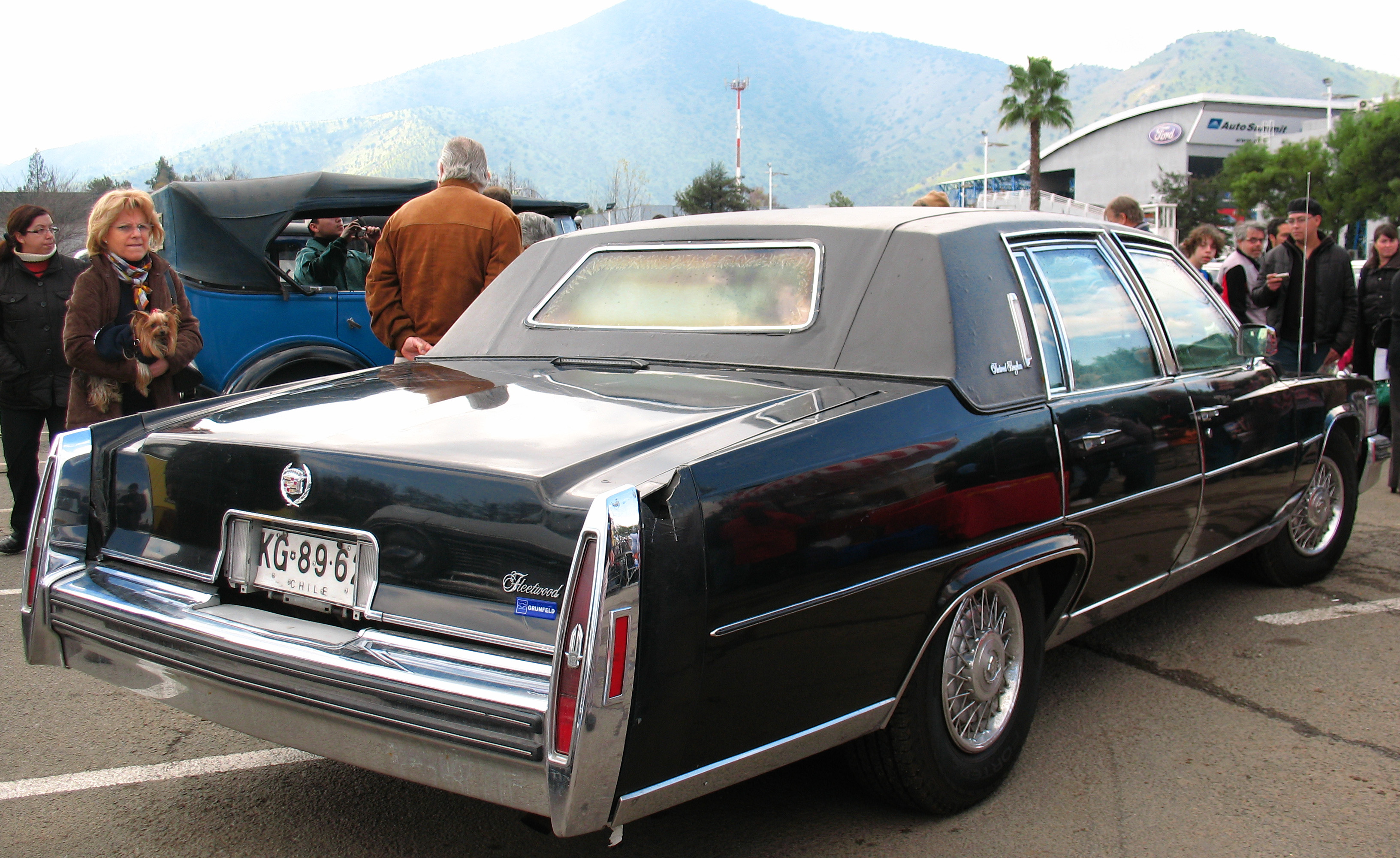

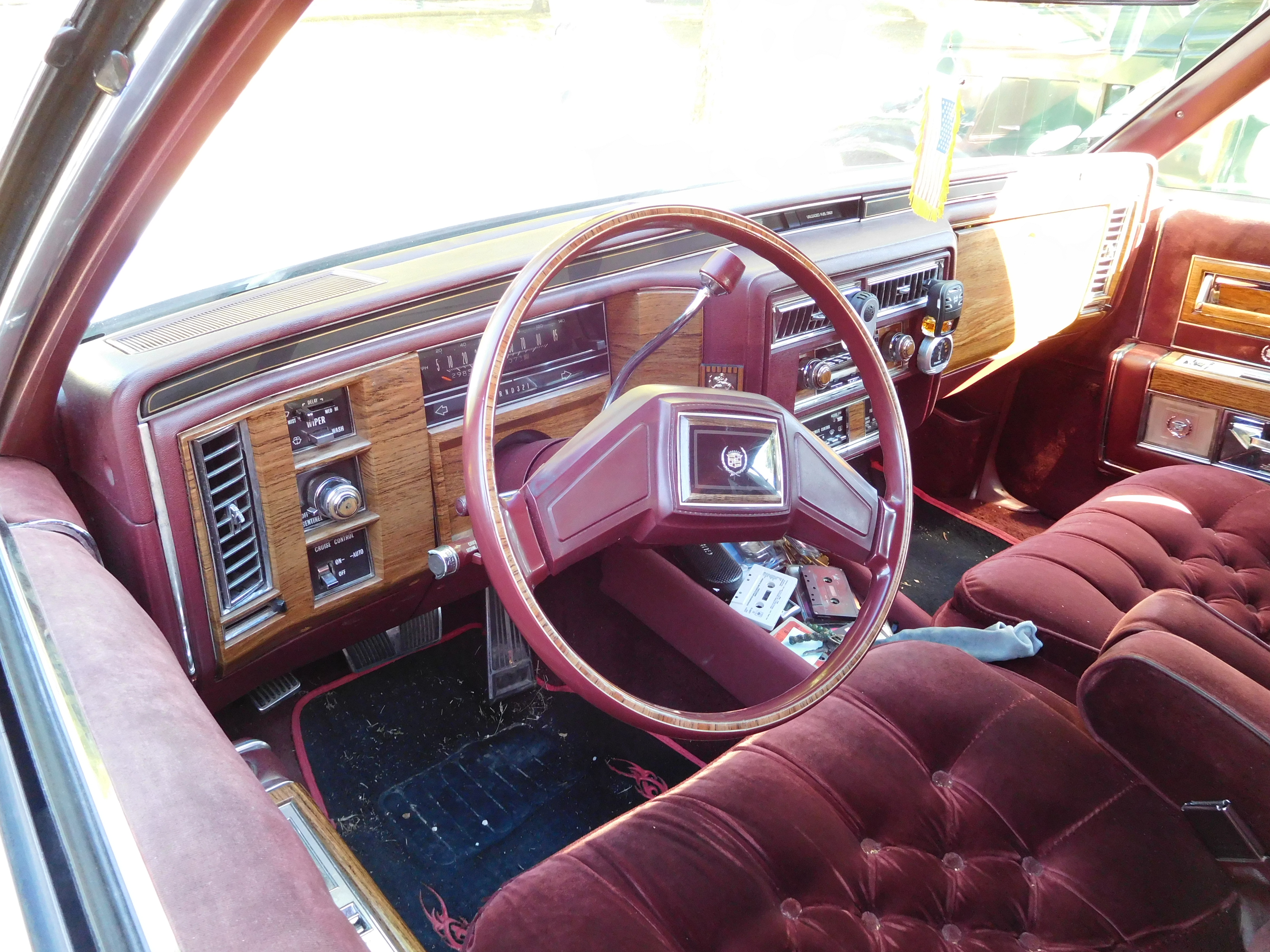

Cadillac використовував назву "Fleetwood" як префікс в 1934-1976 рр. На декількох його найдорожчих моделях, завжди позначаючи підвищений рівень розкоші. У період з 1958 по 1961 рік, Cadillac використовував абревіатуру "... Brougham" для своїх ексклюзивних чотирьохдверних моделей Eldorado.
У 1965 році назва "Brougham" вперше була прикріплена до "Fleetwood" на Fleetwood Sixty Special як модернізований пакет варіантів, який включав вінілові дахи та спеціальний скрипт "Brougham" з написом на боках, але це не було окремою моделлю. В 1966 році Fleetwood Brougham було додано як окрема модель, що супроводжує Fleetwood 60 Special. Це тривало до 1970 року. У 1971 році Fleetwood Brougham та Fleetwood 60 Special були об'єднані в єдину модель - Fleetwood 60 Special Brougham і продовжували продаватись до 1976 року. Зменшенням в 1977 році модельного ряду GM, назва автомобіля була скорочена до Fleetwood Brougham. Підмоди "d'Elegance" і "Talisman" також іноді використовувалися для позначення оновлених пакетів варіантів.

## Двигуни
- 425 cu in (7.0 L) L33/L35 V8
- 368 cu in (6.0 L) L62 V8
- 350 cu in (5.7 L) LF9 Diesel V8
- 252 cu in (4.1 L) Buick V6
- 250 cu in (4.1 L) HT-4100 V8
- 307 cu in (5.0 L) Oldsmobile V8